# Hygrophorus camarophyllus
Hygrophorus camarophyllus es una especie de hongo basidiomiceto comestible perteneciente a la familia Hygrophoraceae.